# NGC 1011
NGC 1011 је спирална галаксија у сазвежђу Кит која се налази на NGC листи објеката дубоког неба.
Деклинација објекта је - 11° 0' 18" а ректасцензија 2h 37m 38,8s. Привидна величина (магнитуда) објекта NGC 1011 износи 14,3 а фотографска магнитуда 15,2. NGC 1011 је још познат и под ознакама MCG -2-7-45, NPM1G -11.0096, PGC 9955.